# Żyła krezkowa górna

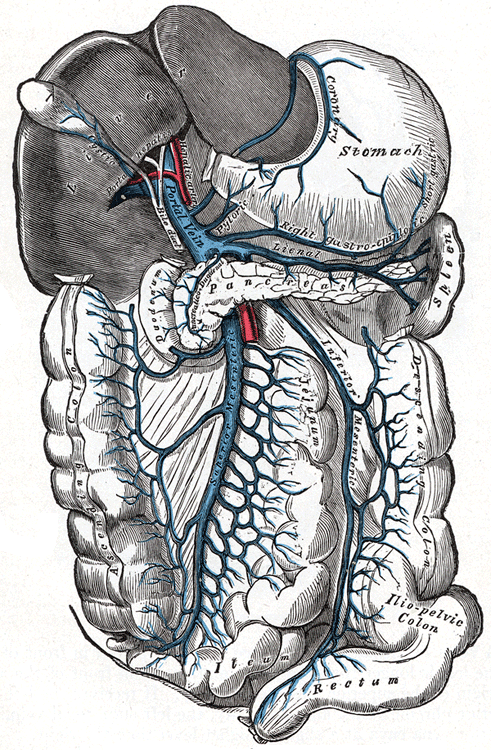
Żyła krezkowa górna podpisana Superior Mesenteric

Żyła krezkowa górna (łac. vena mesenterica superior) – w anatomii człowieka naczynie żylne będące największym dopływem żyły wrotnej wątroby. Żyła krezkowa górna biegnie między obu blaszkami krezki jelita cienkiego razem z tętnicą krezkową górną, dalej w przebiegu ku górze przechodzi do przodu od prawego moczowodu oraz żyły głównej dolnej. W odcinku końcowym krzyżuje część dolną dwunastnicy od przodu następnie przez wcięcie trzustki wnika pod jej szyjkę, oddalając się od tętnicy krezkowej górnej, na końcu łączy się z żyłą śledzionową tworząc żyłę wrotną wątroby.
Dopływy:
- żyły jelita czczego
- żyły jelita krętego
- żyła krętniczo-okrężnicza
- żyła okrężnicza prawa
- żyła okrężnicza środkowa
- żyły trzustkowe
- żyła żołądkowo-sieciowa prawa
- żyła trzustkowo-dwunastnicza dolna

Żyła krezkowa górna może też rozpoczynać się po stronie lewej tętnicy krezkowej górnej i następnie dopiero przechodzić na stronę prawą, na ogół krzyżując tętnicę do przodu.